# Juncus leucomelas
Juncus leucomelas là một loài thực vật có hoa trong họ Juncaceae. Loài này được Royle ex D.Don mô tả khoa học đầu tiên năm 1840.